# فرودگاه ویلی
فرودگاه ویلی (به انگلیسی: Wiley Aerodrome) یک فرودگاه همگانی با کد یاتا AJ2 است که یک باند فرود شن دارد و طول باند آن ۷۶۲ متر است. این فرودگاه در کشور کانادا قرار دارد و در ارتفاع ۷۲۱ متری از سطح دریا واقع شده است.